# The Wolf of Wall Street
The Wolf of Wall Street è un film del 2013 diretto e prodotto da Martin Scorsese.
La pellicola, adattamento cinematografico dell'autobiografia Il lupo di Wall Street pubblicata negli Stati Uniti nel settembre 2007 e in Italia nel gennaio 2014, narra l'ascesa e la caduta di Jordan Belfort, spregiudicato broker newyorkese interpretato da Leonardo DiCaprio alla sua quinta collaborazione con Scorsese. Fulcro della pellicola è la sua vita fatta di eccessi che lo porteranno poi a una rovinosa caduta.
Accolto positivamente dalla critica, il film ha ricevuto cinque candidature agli Oscar nelle categorie miglior film, miglior regista, miglior attore protagonista, miglior attore non protagonista e miglior sceneggiatura non originale.
The Wolf of Wall Street è uscito nelle sale cinematografiche statunitensi il 25 dicembre 2013, distribuito dalla Paramount Pictures, mentre in Italia la pellicola ha debuttato il 23 gennaio 2014, distribuita da 01 Distribution.

## Trama
Manhattan, 1987: Jordan Belfort inizia la sua carriera come apprendista broker a Wall Street, sotto la guida dell'eccentrico Mark Hanna, che lo introduce a uno stile di vita sregolato, basato sul sesso e sull'assunzione di droghe di qualsiasi tipo. Jordan, che impara anche a compiere azioni disoneste che gli consentono di guadagnare molti soldi, ben presto ottiene la licenza di broker. Il giorno stesso della sua assunzione si verifica un improvviso crollo della borsa, il cosiddetto "lunedì nero", evento che causerà addirittura il fallimento della storica L.F. Rothschild. Pertanto la sua azienda è costretta a chiudere, lasciandolo disoccupato.
Per assecondare il suo sogno di diventare miliardario, la moglie Teresa lo indirizza verso un modesto call center che si occupa della vendita di penny-stocks, azioni di compagnie dalla capitalizzazione di mercato molto modesta, che però trattano a spread molto più elevati rispetto al liquido mercato a cui Jordan era abituato, caratteristica che gli permette di ottenere fino al 50% di commissione sulle azioni che riesce a vendere, rispetto all'1% che otteneva a Wall Street. Grazie al suo stile aggressivo Jordan riesce ben presto a tornare in carreggiata e a riprendere la sua carriera di broker, ottenendo guadagni sempre maggiori.
Poco dopo il ragazzo incontra Donnie Azoff, un suo vicino di casa affascinato dal suo stile di vita: i due decidono di mettersi in affari assieme e fondano un proprio studio, arruolando diversi malviventi medio-borghesi che abitano nel quartiere, in particolare spacciatori di marijuana. Belfort li istruisce su come truffare i clienti e ben presto lo studio si trasforma in una società, la Stratton Oakmont, che Jordan, per attirare sempre più clienti, spaccia per storica società di brokeraggio attiva da decenni. Dietro l'apparenza rispettabile c'è in realtà un complesso giro di truffe, che consente agli impiegati di guadagnare tantissimi soldi su ogni commissione. Il carisma di Jordan e le ripetute gratifiche che dispensa ai suoi dipendenti, spesso condite con festeggiamenti a base di sesso e droga, fanno di lui un idolo agli occhi dei suoi subalterni.
Attirata dal grande successo della società di Belfort, la rivista economica Forbes pubblica un articolo che mette in luce le sue attività truffaldine, dando a Belfort l'appellativo di The Wolf of Wall Street, ma ciò non fa altro che procurare una notevole pubblicità all'azienda, che ottiene un numero incredibile di nuovi assunti. Jordan e i suoi impiegati conducono una vita di eccessi, tanto al lavoro quanto nel privato. L'uomo tradisce regolarmente Teresa con diverse prostitute e diventa ben presto dipendente da cocaina e quaalude. Ad un party aziendale Jordan incontra la bellissima Naomi Lapaglia, con la quale inizierà una relazione che lo porterà a divorziare da sua moglie per sposarsi con la nuova amante, con cui avrà anche una figlia di nome Skylar.
Intanto l'agente dell'FBI Patrick Denham inizia a indagare sugli illeciti della Stratton; Jordan ottiene inoltre le azioni di Steve Madden, un importante produttore di calzature, guadagnando in un attimo ben 22 milioni di dollari. Per nascondere i proventi all'FBI, Belfort li trasferisce su un conto svizzero, usando come prestanome una zia inglese di Naomi, Emma, e come corriere la fidanzata slovena del suo socio Brad Bodnick, che verrà arrestato a causa di un diverbio con Donnie: questo mette a rischio l'azienda, ma fortunatamente l'uomo non li tradirà, rimanendo in galera per tre mesi pur di non rivelare i loro nomi.
Donnie, sentendosi colpevole di questa sventura, regala a Jordan un flacone di un particolare tipo di quaalude, vecchio di circa quindici anni. Poiché le pillole sono vecchie sembrano non avere effetto, così i due ne assumono una quantità molto elevata. Quella sera l'investigatore privato al soldo di Jordan, Bo Dietl, gli telefona per rivelargli che, dopo l'incidente di Brad, i telefoni di casa sua sono stati messi sotto controllo. In quel momento gli effetti della droga si fanno sentire e Jordan rimane quasi paralizzato; nonostante questo riesce a tornare a casa, dove trova Donnie al telefono con il banchiere svizzero. Jordan riesce a impedire che l'amico gli riveli ciò che è successo con Brad, ma gli causa così un principio di soffocamento, dal quale riuscirà a salvarlo solo assumendo altra cocaina. Il giorno dopo Jordan verrà arrestato per guida in stato d'ebbrezza, ma sarà scarcerato quasi subito per mancanza di prove.
A causa del rischio sempre maggiore di essere scoperto, Jordan decide di lasciare l'azienda, affidando il comando a Donnie e le posizioni di rilievo ai suoi amici, ma durante il suo discorso di commiato ritratta la decisione. Nel corso di un viaggio in yacht in Italia, arriva la notizia della morte di zia Emma e, contemporaneamente, quella che Steve Madden starebbe vendendo le azioni dell'azienda. Jordan ordina immediatamente di partire per Monaco al fine di riprendersi il capitale lasciato scoperto da Emma a Ginevra, ma una violenta tempesta fa naufragare l'imbarcazione; due persone cadono in mare e muoiono, ma Jordan e i suoi si salvano per miracolo, venendo soccorsi da una nave italiana. Anche l'aereo intervenuto per portarli a Ginevra precipita a causa di un bird strike, e Jordan vede questo come un segno divino: decide così di non bere né drogarsi mai più.
Due anni dopo Saurel, il banchiere svizzero, viene arrestato in America per altri illeciti e, per ottenere uno sconto di pena, rivela all'FBI gli illeciti di Jordan, che così viene a sua volta arrestato. Per evitare di passare vent'anni in prigione, Jordan chiede e ottiene di collaborare con la giustizia fornendo tutti i nomi dei suoi compagni. Al contempo Naomi decide di lasciarlo e di prendere con sé i loro figli; Jordan reagisce violentemente e assume dopo anni un notevole quantitativo di droga, andandosi poi a schiantare con l'auto contro un muro mentre tenta di fuggire con Skylar, che rimane illesa e viene subito ripresa dalla madre. Il giorno dopo Jordan indossa un registratore e si reca in azienda per incriminare i suoi compagni, ma tenta di salvare Donnie passandogli un biglietto dove gli comunica che sta indossando un microfono; tuttavia l'FBI scopre il biglietto e lo arresta di nuovo. Grazie alla sua collaborazione l'uomo ottiene comunque una pena minima di 36 mesi in un carcere a bassa sicurezza. Passata la detenzione, Jordan riprende la sua carriera, tenendo seminari in Nuova Zelanda sulle strategie di vendita.

## Produzione
Nel marzo 2007 l'attore Leonardo DiCaprio e la casa di produzione Warner Bros. vinsero un'offerta per ottenere i diritti di trasposizione del libro di memorie Il lupo di Wall Street di Jordan Belfort, a favore di quella presentata dell'attore Brad Pitt e della casa di produzione Paramount Pictures. Jordan Belfort guadagnò un milione di dollari dalla vendita dei diritti. Nel 2012 i diritti furono acquistati dalla casa produttrice indipendente Red Granite Pictures.

### Regia
(Martin Scorsese, in un'intervista al South China Morning Post.)
Martin Scorsese fu considerato fin da subito per la direzione del film. Prima di occuparsi di Shutter Island, girato a sua volta con Leonardo DiCaprio, Scorsese rivelò di aver lavorato a una bozza per il film senza però ottenere mai un semaforo verde da parte della Warner e affermando di «aver sprecato circa cinque mesi della sua vita». Nel 2010 la Warner Bros. propose a Ridley Scott di dirigere il film, sempre con DiCaprio come protagonista, ma in seguito la stessa Warner cestinò il progetto.

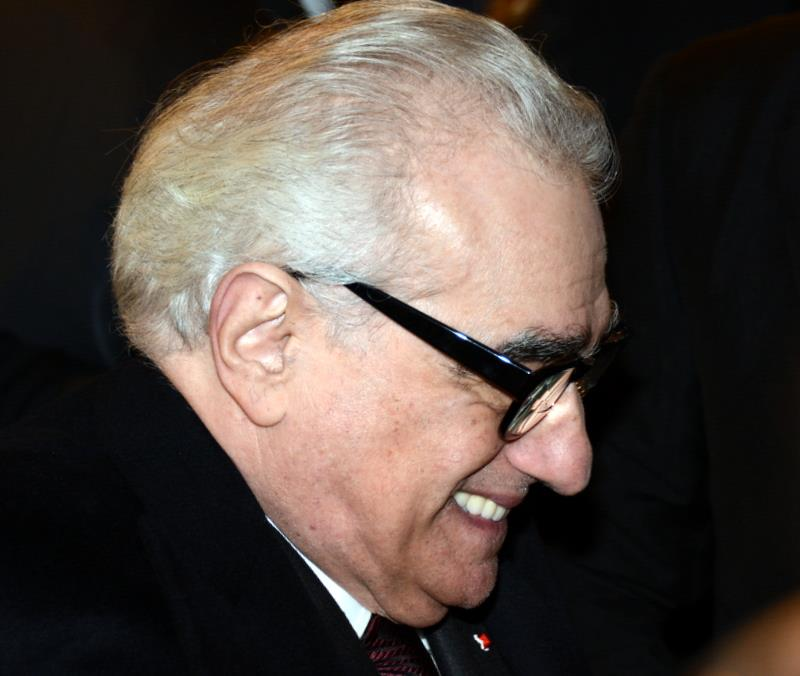
Martin Scorsese alla première francese nel dicembre 2013.

Fu solo nel 2012 che il film ottenne luce verde, grazie all'entrata in scena della casa produttrice indipendente Red Granite Pictures, che non pose restrizioni riguardo allo sviluppo del film. Fu allora che Martin Scorsese, consapevole che non sarebbero stati posti dei limiti al contenuto, decise di ritornare a far parte del progetto. In particolare, in un'intervista, Scorsese ha dichiarato: «La mia prima preoccupazione era quella di raccontare la storia di qualcuno non molto rilevante, qualcuno che non aveva fatto nulla di ispirante, non era né da un lato Michelangelo, un Roosevelt o un Lincoln, né d'altra parte un Rasputin, un Mao, uno Stalin, e oltre a questo, qualcuno la cui vita non fosse un esempio, non fosse nobile in alcun modo, non perché si voglia fare del male a qualcuno di per sé, ma per non avere nessuno modello decente di riferimento per la sua vita, questo è ciò che ho imparato dal mondo intorno a loro, è una qualcosa da cui sono sempre stato attratto, qualcuno sul modello di Gordon Gekko o Tommy, il personaggio di Joe Pesci, in Quei bravi ragazzi».
Il film tende a portare tutto agli estremi, scelta che Scorsese ha giustificato affermando di voler «provare e scoprire che cosa pensavano tutti» e di voler «scoprire come le loro menti lavoravano». Ha rivelato anche che in realtà il loro film «gratta appena la superficie di ciò che realmente è accaduto». Inoltre, nonostante il forte umorismo che caratterizza il film, ha indicato come questo non fosse il suo intento primario, tuttavia Jordan e i suoi amici erano così buffi che non si può fare a meno di ridere; Scorsese ha dichiarato: «Quello che fanno è divertente nel contesto della verità della loro situazione» e «la capacità di vedere l'umorismo in situazioni che sono atroci fa parte del meccanismo di difesa. Ecco perché si ride su cose come queste». Sul protagonista Jordan Belfort ha invece dichiarato: «Se l'è cavata così tante volte, ma voleva solo farne ancora di più» e «suo padre e il suo avvocato gli hanno detto, “Vattene ora, l'hai fatta franca!”, ma non ha voluto ascoltarli. Non riusciva a resistere di approfittare delle persone. Sembrava venirgli così naturale».
Infine, sull'utilità del film, Scorsese ha affermato che, secondo lui, i film possono realmente modificare il nostro comportamento, in particolare ha dichiarato: «Spero che i film possano rendere il mondo un posto migliore. Guardo indietro al neorealismo italiano, che apparve per cambiare le cose, poiché aprì una sorta di compassione verso gli ex nemici [della seconda guerra mondiale]. Il cinema ha cambiato tutta l'Italia, tutta la cultura».

### Sceneggiatura
(Winter sulla decisione di utilizzare il voice over.)
Il compito di scrivere la sceneggiatura fu affidato a Terence Winter, che aveva lavorato con Scorsese già per la serie Boardwalk Empire. La sceneggiatura si basa, ovviamente, sul libro di memorie. Proprio riguardo a ciò, Winter ha riferito che il film è in realtà abbastanza fedele al libro e, secondo lui, al 100% in termini di spirito del libro stesso ma anche di quello che Jordan Belfort è in fondo. Winter ha anche raccontato di aver dovuto comprimere alcuni eventi ma che in fondo il suo compito era narrare: «l'ascesa e la caduta di Jordan Belfort», chiedendosi: «Come funzionava davvero? Come ha fatto a diventare quello che è diventato e, infine, come è finito?».
Winter ha anche ricordato che le uniche cose ad essere state modificate sono solo alcuni dei nomi, per esempio: il personaggio di Donnie Azoff si basa su Danny Porush, il cui nome venne cambiato dopo che Porush minacciò di citare in giudizio i realizzatori; l'agente dell'FBI noto come Patrick Denham si chiama in realtà Gregory Coleman; mentre l'avvocato Manny Riskin si basa su Ira Lee Sorkin. Anche i nomi delle due mogli di Jordan Belfort furono modificati: la prima moglie, Denise Lombardo, divenne Teresa Petrillo mentre la seconda, Nadine Caridi, divenne Naomi Lapaglia. Invece, il nome di Mark Hanna, broker di L.F. Rothschild, rimase lo stesso e anche lui, come Belfort, venne in seguito condannato per frode e incarcerato.
Nella pellicola si fa anche ampio utilizzo del voice over da parte del protagonista Jordan Belfort. A tal proposito, Terence Winter ha rivelato che quando iniziò il processo di scrittura una delle prime cose che voleva domandare a Scorsese era proprio del suo utilizzo, poiché non era sicuro che dopo Quei bravi ragazzi e Casinò volesse utilizzarlo nuovamente. Scorsese rispose tuttavia: «Si, in realtà penso sarà un buon compagno di Quei bravi ragazzi, scrivilo nello stesso stile». Ciò, a detta di Winter, gli ha permesso di aggiungere davvero tanti elementi, che altrimenti sarebbero stati eliminati.
Invece, riguardo al lavoro con il resto della troupe, Terence Winter ha raccontato di aver incontrato più volte, durante la fase di pre-produzione, Scorsese e DiCaprio, anche se durante le riprese non è stato sempre presente a causa del suo impegno simultaneo con la serie Boardwalk Empire.
La sceneggiatura del film è stata inserita nella Black List delle migliori sceneggiature non prodotte nell'anno di presentazione.

### Cast

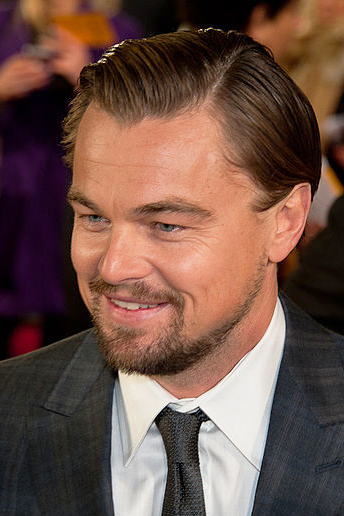
Leonardo DiCaprio alla première britannica nel gennaio 2014

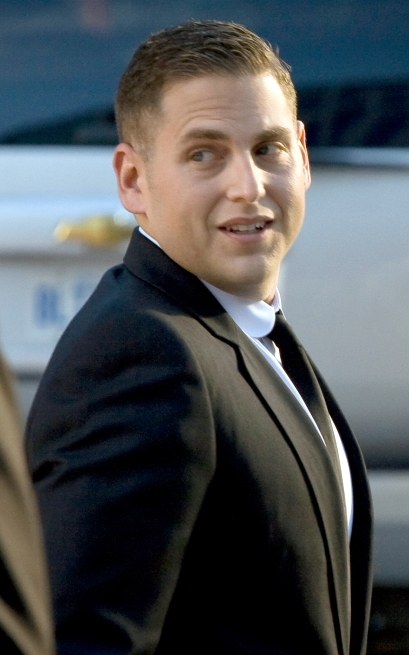
Jonah Hill nel 2011

- Leonardo DiCaprio è Jordan Belfort, protagonista della pellicola nonché spregiudicato broker che truffa i suoi clienti per arricchirsi. DiCaprio ha detto di aver incontrato lo stesso Jordan Belfort, la sua ex moglie e gli agenti dell'FBI che l'hanno arrestato per comprendere meglio la storia di chi doveva interpretare, e ha quindi affermato: «Ho avuto diversi dettagli su chi fosse e sicuramente ho scoperto come suonasse a chi lo sentiva dall'altra parte del telefono… avete visto quant'è affascinante e persuasivo questo ragazzo».[20] Riguardo al mondo in cui si stavano muovendo, DiCaprio ha invece dichiarato: «Alla fine degli anni ottanta e all'inizio dei novanta, Wall Street non aveva regole, sembrava il selvaggio West» e «Jordan Belfort era uno di quei lupi che approfittava della mancanza di controlli per guadagnare una fortuna immensa».[21]
- Jonah Hill è Donnie Azoff, amico e socio d'affari di Jordan Belfort. Hill, riguardo al suo personaggio, ha dichiarato: «finisce che lui diventa ossessionato dal potere [...] si ritrova ad essere in qualche modo ancora più dominato dai suoi istinti animali come le droghe, le donne, entrando in questo lato oscuro in cui Jordan, in qualche modo, gli offre di esser potente».[22] Ha anche affermato: «il film parla di quello che succede quando possiedi troppo, quello che succede quando sei oltre le regole, quando pensi che i soldi possano comprare la libertà» e «quando lasci il personaggio, quando sei fuori da lui, realizzi che non è giusto [...] questo personaggio tratta male le persone e non gli importa nulla degli altri».[23] Nel gennaio 2014 Jonah Hill ha rivelato di aver accettato come compenso soli 60.000 dollari, il salario minimo per il suo lavoro, perché era determinato a lavorare con Martin Scorsese e voleva interpretare Donnie Azoff così tanto che era disposto a fare qualsiasi cosa per ottenere la parte.[24]
- Margot Robbie è Naomi Lapaglia, seconda moglie di Jordan Belfort. Per questo ruolo furono considerate le attrici Blake Lively, Rosie Huntington-Whiteley, Teresa Palmer ed Amber Heard ma alla fine fu scelta proprio Robbie.[25] Riguardo al suo personaggio, Robbie ha affermato: «il punto centrale di Naomi è che il suo corpo è la sua unica forma di valuta in questo mondo. Così, quando Marty stava cercando di darmi una mano, e ha detto che nella scena in cui lei seduce Jordan forse avrei potuto avere un accappatoio, ho risposto che lei non lo avrebbe fatto. Lei deve essere nuda. Deve mettere le carte sul tavolo».[26] Ha anche dichiarato, riguardo alla realizzazione delle scene di nudo: «All'inizio ero totalmente pietrificata, non importa quanto mi fossi preparata prima mentalmente, ero lo stesso molto nervosa. Ma poi non fai che girare ancora e ancora e, alla fine del film, c'era così tanta nudità che nessuno era preoccupato di doversi svestire».[27]
- Kyle Chandler è Patrick Denham, agente dell'FBI che indaga sui crimini di Jordan Belfort. Riguardo a una delle sue scene più importanti, l'incontro con Jordan sullo yacht, Chandler ha dichiarato: «Beh, io sono l'FBI, e ho il governo federale dietro di me, così sono in una posizione di potere. Quindi, se [Jordan] ha intenzione di sedersi lì, aprire bocca e fare qualcosa di stupido come quello, chi sono io per fermarlo?».[28] Chandler ha anche rivelato che preferisce non fare molte prove prima di iniziare le riprese, cosa accaduta anche con questa scena, la prima che lui ha girato.[29] Ha poi raccontato di aver passato parte della scena a guardare un pezzo di carta che DiCaprio aveva posato sul tavolo. Quando DiCaprio, nei panni di Jordan, lo ha rimproverato chiedendogli se effettivamente lo stava guardando, Chandler ha affermato: «Questo mi ha fatto veramente incazzare. Ho detto: "Si, dammi una chance!" È stato bello perché era parte del confronto. Ma allo stesso tempo è stato divertente».[29]
- Joanna Lumley è Emma, la zia inglese di Naomi. In origine questo ruolo fu offerto a Eileen Atkins, ma alla fine fu ingaggiata Lumley.[25] Durante un'intervista, Joanna Lumley ha rivelato che il regista Martin Scorsese è un suo fan, come dimostrato dal fatto di aver ricevuto una copia del libro di Jordan Belfort con scritto "dal tuo più grande fan".[30] Lumley ha anche parlato della scena in cui il suo personaggio bacia Jordan Belfort, interpretato da Leonardo DiCaprio, affermando semplicemente: «Baciare Leonardo DiCaprio era nel mio contratto»;[30] inoltre, DiCaprio era talmente nervoso che la scena ha richiesto ben 27 ciak.[31]
- Jean Dujardin è Jean-Jacques Saurel, banchiere svizzero che aiuta Jordan nelle sue attività illegali. Dujardin, in un'intervista, ha rivelato: «Quando mi sono visto nel film, mi sono trovato molto... facoltativo. Ma ero felice».[32] Invece, riguardo alla sua prima esperienza ad Hollywood, ha espresso la sua impressione definendolo: «davvero un mondo parallelo, quasi una professione diversa».[32]

Tra gli altri interpreti troviamo: Matthew McConaughey, nel ruolo di Mark Hanna, senior broker di L.F. Rothschild; Cristin Milioti che impersona Teresa Petrillo, prima moglie di Jordan; Rob Reiner e Christine Ebersole nel ruolo di Max Belfort e Leah Belfort, padre e madre di Jordan; Jake Hoffman che interpreta Steve Madden; Jon Favreau nel ruolo di Manny Riskin, avvocato della società; Shea Whigham nel ruolo di Ted Beecham, capitano del Naomi, e Spike Jonze nel ruolo di Dwayne, direttore del Centro Investimenti. Inoltre, ricordiamo: Brian Sacca, Henry Zebrowski, Kenneth Choi, P. J. Byrne e Jon Bernthal che interpretano, rispettivamente, Robbie Feinberg, Alden Kupferberg detto "la lontra", Chester Ming, Nicky Koskoff detto "tappetino" e Brad Bodnick, gli amici di Jordan.
Il vero Jordan Belfort compare in un cameo nella scena finale del film, presentando durante una convention il sé stesso impersonato da DiCaprio che, uscito di prigione, è diventato un motivatore. La stilista Natasha Newman Thomas interpreta l'impiegata Danielle Harrison nella scena della rasatura in azienda: si è lasciata realmente rasare a zero per il film.

### Riprese

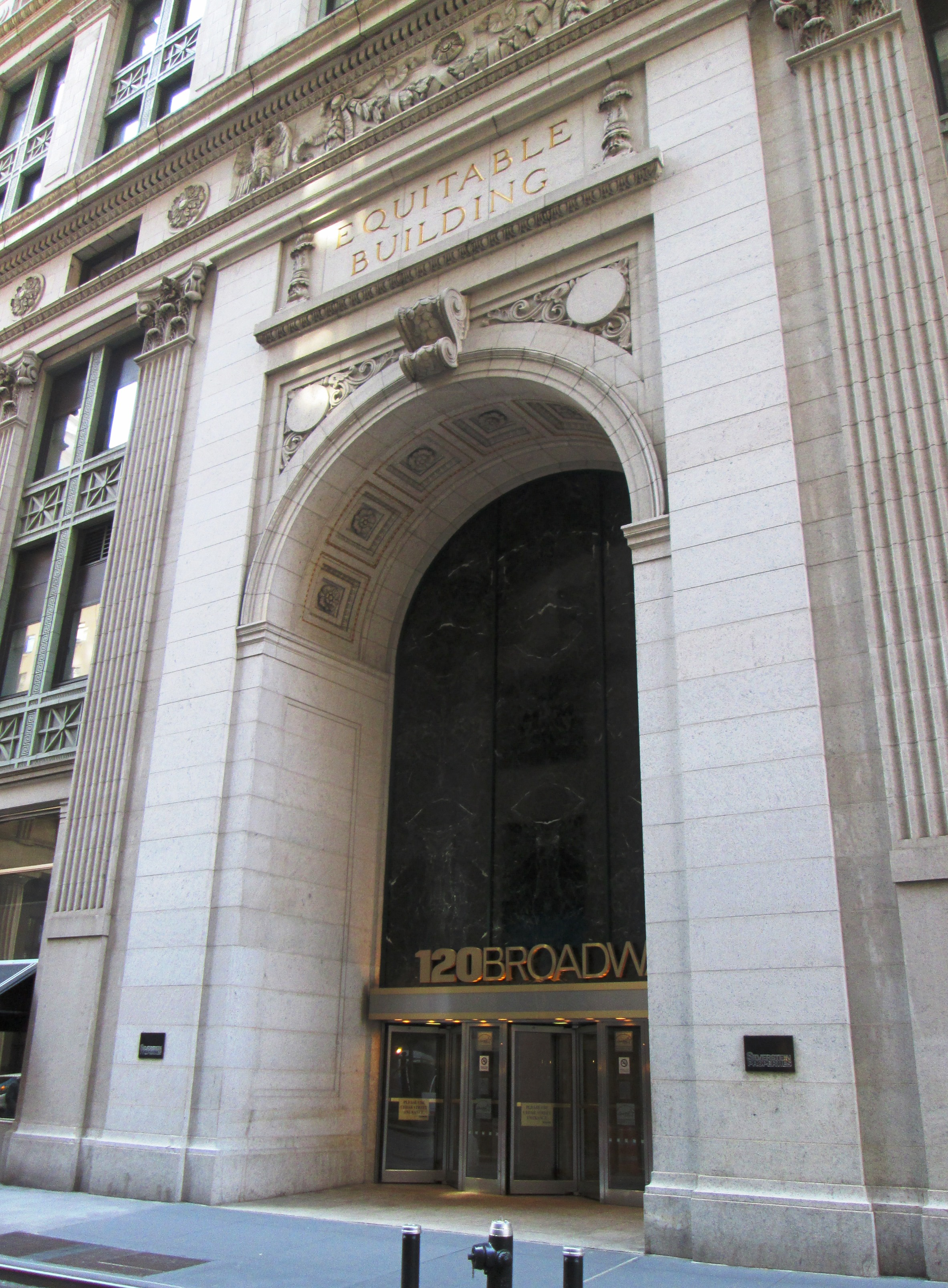
Sede di L.F. Rothschild nel film.

Le riprese del film, costato complessivamente circa 100 milioni di dollari, iniziarono a New York l'8 agosto 2012. Oltre che nella città di New York, ulteriori riprese vennero svolte a Closter, in New Jersey, e in altre zone dello stato di New York, precisamente ad Harrison e a Sands Point. Quest'ultima località venne scelta come location per la casa sulla spiaggia in cui Jordan incontra per la prima volta Naomi. Alcune riprese, senza Martin Scorsese e gli attori, si svolsero anche in Italia, tra Portofino, le Cinque Terre e Chiavari: la mancata presenza degli attori e del regista si spiega col fatto che le scene vere e proprie furono in realtà girate in studio con l'aggiunta dei vari dettagli, tra cui gli sfondi, in post produzione. Le riprese terminarono il 12 gennaio 2013, dopo che vennero effettuate delle riprese aggiuntive in un set costruito all'interno di un edificio abbandonato ad Ardsley, sempre a New York. Inoltre, le riprese subirono un'interruzione tra la fine di ottobre e l'inizio di novembre a causa dell'arrivo dell'uragano Sandy.
Nel primo giorno di produzione, l'attore Leonardo DiCaprio rischiò di essere investito da un'auto della produzione per la rottura del manico della valigetta che portava con sé. Jonah Hill, invece, che ha preso parte alle riprese dal 4 settembre 2012, ha rivelato di aver ricevuto, durante una scena, un vero pugno per compiacere Martin Scorsese, affermando: «Ho risposto okay. Metto i denti finti in bocca e iniziamo a girare. Urlo contro il tizio le mie battute - Mi vuoi colpire? Eh? Mi vuoi colpire? - e lui BAM… mi mette a tappeto», Hill ha raccontato di aver sentito poi Scorsese gridare: «La sua faccia sta gonfiando, presto! Mettetegli altri denti finti in bocca e giriamo il primo piano».
La montatrice Thelma Schoonmaker, collaboratrice storica di Scorsese, rivelò che il film sarebbe stato girato completamente in digitale, anziché su pellicola, nonostante il regista italoamericano fosse un acceso sostenitore delle riprese su pellicola e avesse deciso di girare Hugo Cabret in digitale solo perché sarebbe stato distribuito anche in 3D; The Wolf of Wall Street, tuttavia, sarebbe stato distribuito solo in 2D. Schoonmaker ha espresso il suo rammarico riguardo alla decisione, affermando: «Sembrerebbe che abbiamo perso la battaglia. Penso che Marty senta proprio che purtroppo è finita, e non c'è alcun campione del cinema più grande di lui». Alla fine, dopo numerose prove durante la pre produzione, si è deciso di girare la maggior parte del film su pellicola, tranne le scene con scarsa luminosità o che impiegavano il chroma key, che sarebbero state girate invece in digitale. È, inoltre, il primo film di Martin Scorsese, da Al di là della vita del 1999, che viene girato con lenti anamorfiche.

### Costumi

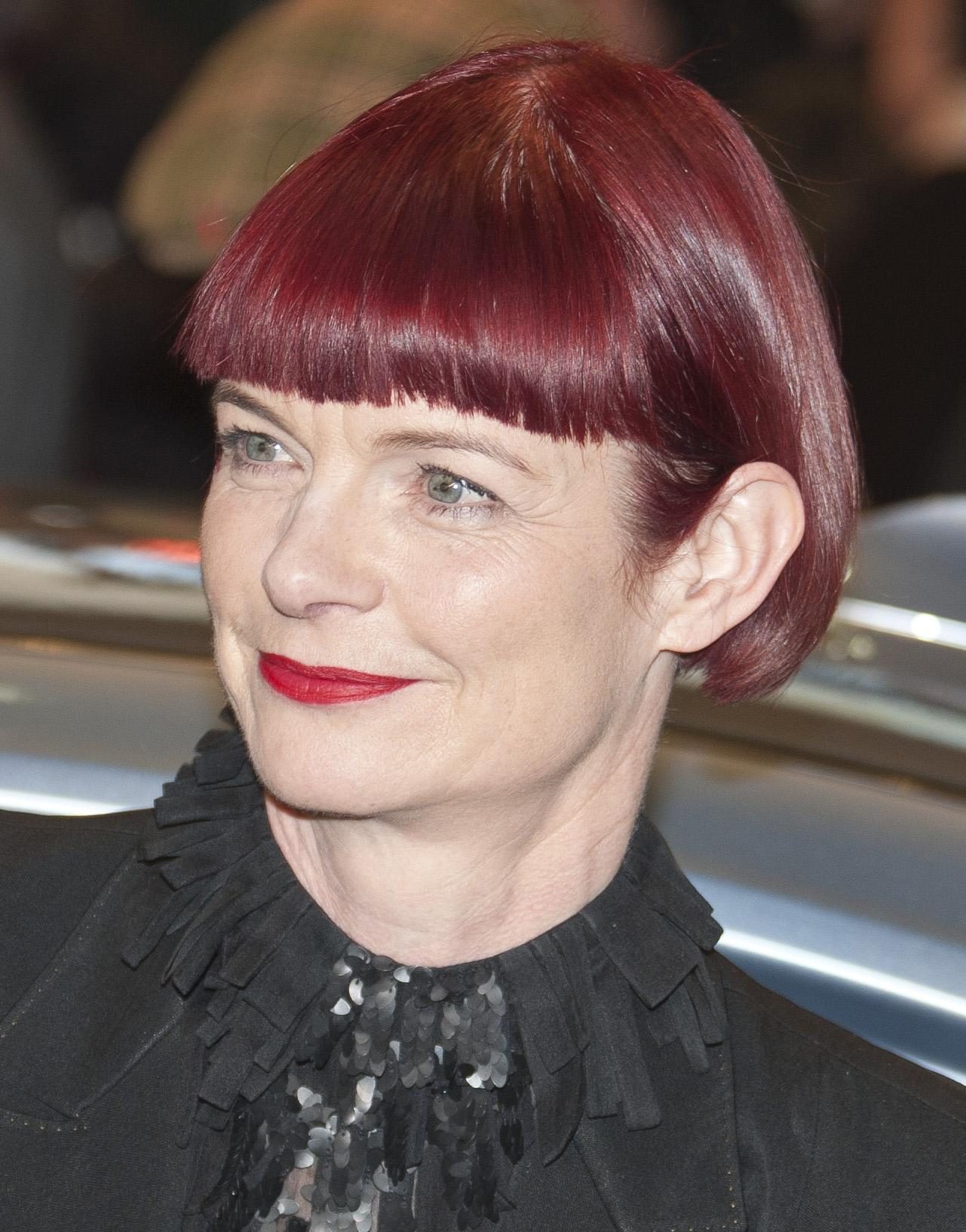
Sandy Powell a Berlino.

I costumi del film vennero curati da Sandy Powell, che aveva già lavorato sia con Martin Scorsese che con Leonardo DiCaprio. In particolare, la collaborazione col regista le valse ben due candidature e una vittoria ai premi Oscar.
Sandy Powell ha rivelato che una delle prime sfide da affrontare era proprio capire cosa le persone comuni indossassero all'epoca, ha infatti dichiarato al The Daily Beast: «La storia recente è in effetti molto difficile da ricreare. Non siamo abbastanza lontani per osservarla con lucidità. In effetti, cosa indossavano le persone normali? Anche adesso, quasi quindici anni dopo, è difficile da dire. C'era la moda del grunge, certo, e gli accessori hip-hop hanno iniziato a diffondersi su larga scala. Ma chissà perché gli anni novanta si sono rivelati più difficili da sintetizzare, farne parodie, e metterli in scena rispetto a decenni precedenti. Gli anni cinquanta? Ci pensa Beaver. Gli anni sessanta? Mad Men e Sgt. Pepper's Lonely Hearts Club Band, e gli anni settanta, un po' Hotel California e un po' La febbre del sabato sera. E gli anni ottanta sono i più facili: spesso sono rappresentati da un punto di vista comico, sono sempre dei look così esagerati e ridicoli. Le scene anni 80 all'inizio di The Wolf of Wall Street sono state molto più facili da realizzare di quelle anni 90».
Powell ha raccontato di aver cercato di rimanere fedele al periodo, senza copiare però necessariamente quello che Jordan Belfort indossava realmente, prendendosi quindi un po' di libertà d'azione. Tra le numerose fonti da cui Powell ha attinto vi sono foto e video del vero Jordan, materiale d'archivio fornito da Armani e anche numerose riviste di moda degli anni 80 e 90, come per esempio GQ e Arena.
Nel film, spiega Sandy Powell, la trasformazione dei vari personaggi avviene anche attraverso il vestiario. Il personaggio di Jordan, per esempio, passa da vestiti tipicamente anni 80 in termini di taglio e colore, come quello indossato il primo giorno a Wall Street, a vestiti più formali, costosi e fatti su misura dai migliori sarti con la stoffa più fine. Cosa che avviene anche con Naomi, che passa dai primi vestiti sexy e rivelatori a, con il procedere della storia e l'aumento della sua infelicità, vestiti più chic e sobri, che ricordano molto lo stile di Prada e Gucci di quel periodo. Riguardo a Naomi, Powell ha detto di aver cercato di esprimere una ricchezza sopra le righe, ma mai volgare. Ha anche riferito che il suo vestito preferito è proprio quello che Naomi indossa quando scopre l'orgia gay del maggiordomo, realizzato da Versace.

### Montaggio

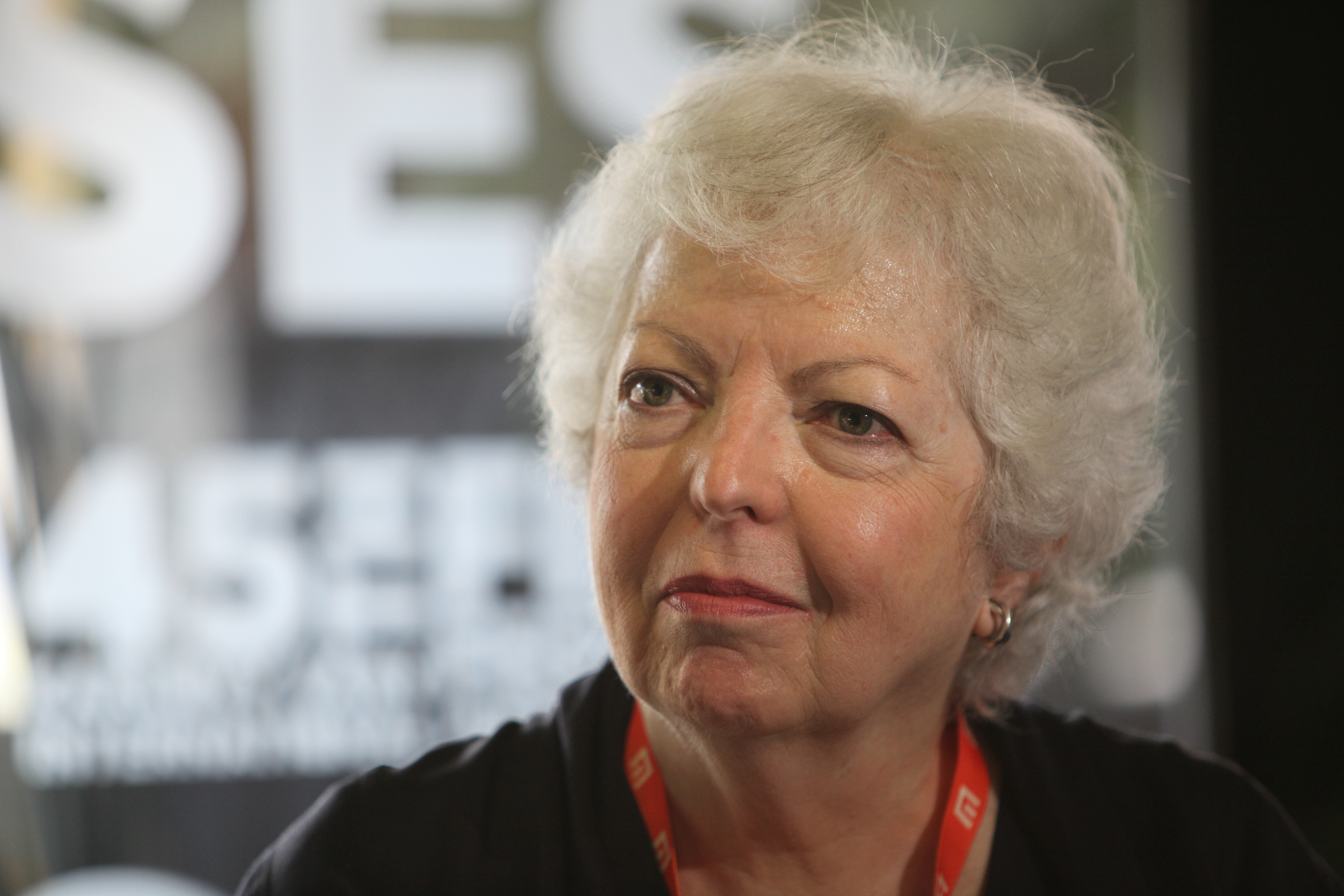
Thelma Schoonmaker nel 2010.

Il montaggio del film venne realizzato da Thelma Schoonmaker, collaboratrice storica di Martin Scorsese che ha lavorato per tutti i suoi film; collaborazione valsale tre candidature e altrettante vittorie ai premi Oscar. Schoonmaker, per il montaggio, ha rivelato di aver utilizzato, come in passato, il sistema digitale Lightworks.
In un'intervista, Thelma Schoonmaker ha riferito che nella prima fase di montaggio il film aveva una lunghezza di circa quattro ore, affermando: «Era di quattro ore, sì. E un sacco di gente lo ha amato con quella durata, ma non si può distribuire un film con quella lunghezza e quindi lo abbiamo ridotto molto attentamente». Alla fine, il film è stato ridotto a una durata complessiva di 180 minuti; inoltre, Schoonmaker si è detta contenta perché non erano state eliminate intere scene, come accaduto in precedenti lavori, e perché, in origine, non pensava che ciò sarebbe stato possibile, ha infatti ricordato di aver detto a Scorsese «Non riusciremo mai a togliere un'ora da questo film».
Numerosi tagli sono stati svolti anche per evitare un visto censura molto restrittivo a causa di alcune scene, in particolare la Schoonmaker ha dichiarato: «Era soprattutto per l'esplicitazione sessuale che erano preoccupati alla Motion Picture Association of America, ma abbiamo lavorato molto a braccetto con loro» e «così abbiamo dovuto censurare un bel po' e Marty ha voluto renderlo molto chiaro. Penso che se guardate il film di nuovo vedrete dove abbiamo censurato».

## Colonna sonora

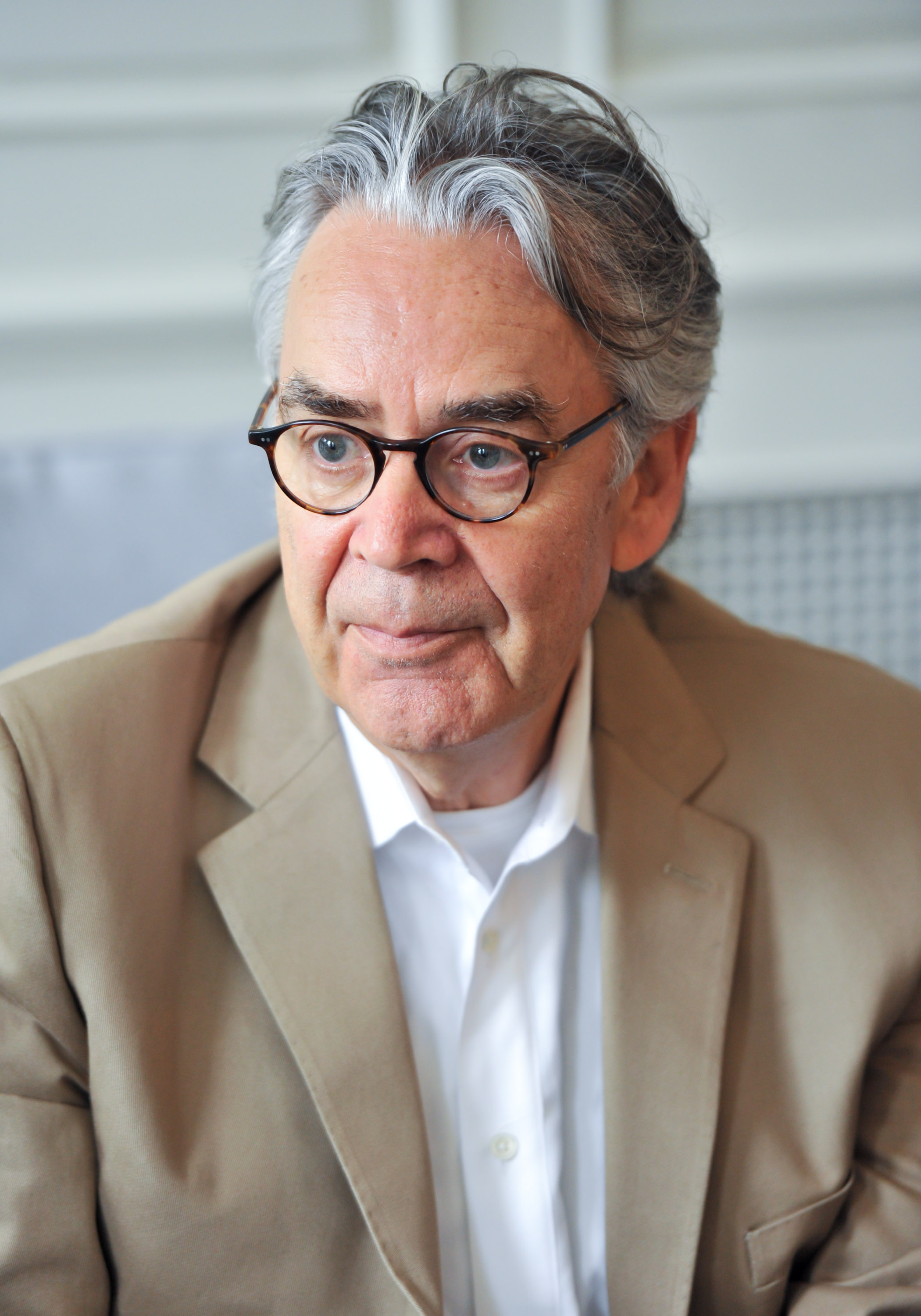
Howard Shore nel 2013

Per la colonna sonora del film Martin Scorsese si è affidato nuovamente al pluripremiato Howard Shore, che ha lavorato precedentemente con il regista per altri cinque film. La colonna sonora comprende sia brani scritti da Shore appositamente per il film sia brani di altri artisti.
Sono presenti una grande varietà di brani, 60 in tutto, e di generi che spaziano dal jazz al blues, dal rock al pop; tra i tanti possiamo ricordare anche la presenza dell'italiano Umberto Tozzi con Gloria, che fa da sottofondo alla scena successiva all'affondamento dello yacht Naomi. Il primo brano ad essere presentato al pubblico fu Black Skinhead del rapper Kanye West, presente nel primo trailer distribuito il 16 giugno 2013.
L'album, denominato The Wolf of Wall Street: Music from the Motion Picture, venne pubblicato in formato digitale il 17 dicembre 2013 dalla Virgin Records. I brani dell'album, che ha una lunghezza complessiva di 56 minuti e 30 secondi, vennero ridotti dai 60 originali a 16. Il CD fu poi distribuito il 7 gennaio 2014.

### Tracce
1. Cannonball Adderley – Mercy, Mercy, Mercy – 5:11
2. Elmore James – Dust My Broom – 2:53
3. Joe Cuba – Bang! Bang! – 4:06
4. Billy Joel – Movin' Out (Anthony's Song) – 3:29
5. Eartha Kitt – C'est si bon – 2:58
6. Sharon Jones & The Dap-Kings – Goldfinger – 2:30
7. Bo Diddley – Pretty Thing – 2:49
8. Ahmad Jamal – Moonlight in Vermont – 3:10
9. Howlin' Wolf – Smokestack Lightning – 3:07
10. The Jimmy Castor Bunch – Hey Leroy, Your Mama's Callin' You – 2:26
11. Malcolm McLaren – Double Dutch – 3:56
12. Romeo Void – Never Say Never – 5:54
13. 7horse – Meth Lab Zoso Sticker – 3:42
14. Bo Diddley – Road Runner – 2:46
15. Umberto Tozzi - Gloria - 4:27
16. The Lemonheads – Mrs. Robinson (cover) – 3:44
17. Allen Toussaint – Cast Your Fate to the Wind – 3:19

## Promozione
La promozione del film venne coordinata da Josh Greenstein, capo marketing di Paramount Pictures. Greenstein ha riferito che anche Martin Scorsese ha collaborato alla promozione, ha infatti dichiarato in un'intervista: «In campagna, si è sempre di pari passo con lui. È un vero e proprio partner per la commercializzazione, in ogni aspetto della campagna, perché lui è un visionario. Noi desideriamo essere in grado di approfittare di quella mente nella nostra campagna».

### Trailer
(Jordan Belfort, nel primo trailer del film)
- Il primo trailer venne distribuito il 16 giugno 2013, con come colonna sonora la canzone Black Skinhead del rapper Kanye West.[61] Greenstein ha dichiarato che anche Scorsese ha collaborato al trailer, affermando poi: «ci abbiamo lavorato su insieme. Ha subito amato la canzone di Kanye che abbiamo usato. Era una canzone piuttosto audace da mettere nel primo pezzo di un film ambientato in un periodo diverso e Marty l'ha abbracciata.[60]
- Il secondo trailer venne distribuito il 29 ottobre dello stesso anno e come colonna sonora aveva le canzoni Meth Lab Zoso Sticker e Hang You from the Heavens rispettivamente dei gruppi 7Horse e The Dead Weather.[62]

## Distribuzione
In origine, la pellicola doveva essere distribuita nelle sale cinematografiche statunitensi a partire dal 15 novembre 2013, mentre in Italia dal 12 dicembre; tuttavia, nel settembre dello stesso anno, l'uscita venne rimandata a data da destinarsi. Dietro tale decisione da parte della Paramount Pictures, ci sarebbe stato il braccio di ferro tra il produttore e Martin Scorsese sulla durata finale del film, fissata dal regista attorno ai 180 minuti, ma che per la casa di produzione erano troppi; la durata del film è però rimasta pressoché invariata, ammontando a 179 minuti, rendendolo il film più lungo mai realizzato dal regista, fino al successivo film, The Irishman.

### Data di uscita
Il film venne presentato in anteprima al Ziegfeld Theatre di New York il 17 dicembre 2013 e venne poi distribuito a livello internazionale, a cavallo tra la fine del 2013 e l'inizio del 2014, nelle seguenti date:
- 25 dicembre in Canada, Francia (Le loup de Wall Street) e negli Stati Uniti d'America
- 26 dicembre in Croazia (Vuk s Wall Streeta), Grecia (Ο λύκος της Wall Street), Islanda, Libano, Macedonia, Nuova Zelanda, Serbia (Vuk sa Vol Strita) e Ungheria (A Wall Street farkasa)
- 27 dicembre in Slovenia (Volk z Wall Streeta)
- 1º gennaio in Egitto
- 2 gennaio in Argentina (El lobo de Wall Street), Cile (El lobo de Wall Street), Israele (Ha'ze'ev mi'Wall Street) e Uruguay (El lobo de Wall Street)
- 3 gennaio in Finlandia, India e Polonia (Wilk z Wall Street)
- 8 gennaio in Belgio
- 9 gennaio in Danimarca, Corea del Sud, Kuwait, Paesi Bassi, Portogallo (O Lobo de Wall Street) e Singapore
- 10 gennaio in Messico (El lobo de Wall Street), Romania (Lupul de pe Wall Street) e Svezia
- 11 gennaio in Vietnam
- 15 gennaio nelle Filippine
- 16 gennaio in Germania e Repubblica Ceca (Vlk z Wall Street)
- 17 gennaio in Irlanda, Pakistan, Regno Unito e Spagna
- 21 gennaio in Indonesia
- 23 gennaio in Australia, Italia e Perù (El lobo de Wall Street)
- 24 gennaio in Brasile (O Lobo de Wall Street) e Colombia
- 30 gennaio in Thailandia
- 31 gennaio in Giappone, Norvegia e Venezuela
- 5 febbraio in Azerbaigian
- 6 febbraio in Russia (Волк с Уолл-стрит)
- 7 febbraio in Estonia (Wall Streeti hunt), Lettonia (Volstritas vilks) e Turchia (Para Avcisi)
- 13 febbraio a Hong Kong (Hua-er Jie zhi lang) e in Ucraina (Вовк з Уолл-стрiт)
- 14 febbraio a Taiwan
- 21 febbraio in Lituania (Volstryto vilkas)

### Divieti
In Italia, il film venne distribuito con il visto censura "film vietato ai minori di 14 anni". Anche negli altri paesi il film venne sottoposto a varie limitazioni; per esempio, negli Stati Uniti d'America, la Motion Picture Association of America lo ha distribuito con il visto R, ovvero vietato ai minori di 17 anni non accompagnati da adulti; lo stesso regista Martin Scorsese fu costretto infatti a modificare alcuni contenuti riguardanti la sessualità e la nudità per evitare un visto NC-17, ovvero vietato ai minori di 18 anni. A causa delle scene di sesso, droga e l'uso eccessivo di parolacce (nella versione in lingua originale la parola "fuck", ovvero "fottere", viene ripetuta tra le 506 e le 569 volte), il film è stato vietato in Malaysia, Nepal, Zimbabwe e Kenya. Numerose scene sono state invece tagliate nella versione distribuita in India, mentre a Singapore è stato distribuito solo in poche sale a causa del suo visto R21, ovvero vietato ai minori di 21 anni.

### Edizione italiana
Il doppiaggio della versione Italiana venne curato da Studio Emme S.p.a e diretto da Rodolfo Bianchi, che si era già occupato del film The Departed - Il bene e il male di Martin Scorsese con protagonista sempre Leonardo DiCaprio. Nel 2014, Bianchi vinse, per il suo lavoro, il premio miglior direzione di doppiaggio al Gran Premio Internazionale del Doppiaggio. La distribuzione è stata invece curata da 01 Distribution, una divisione di Rai Cinema.

### Edizioni home video
Il film venne distribuito per il mercato home video in due formati, DVD e Blu-ray Disc, resi disponibili negli Stati Uniti d'America a partire dal 25 marzo 2014 e in Italia dal 3 luglio dello stesso anno. Le due edizioni, oltre alla versione finale del film, comprendono un featurette di 17 minuti intitolata The Wolf Pack. Nella versione inglese sono presenti anche due ulteriori featurette dal titolo Running Wild e The Wolf of Wall Street Round Table.
Subito dopo l'uscita del film nelle sale, alcune indiscrezioni avevano dichiarato che, nella versione home video, il film avrebbe avuto circa un'ora di contenuti extra, portando la durata complessiva a 4 ore, contro le 3 della versione distribuita nelle sale. Questi contenuti extra avrebbero dovuto comprendere quelle scene troppo spinte che il regista Martin Scorsese fu costretto a tagliare e avrebbero dato maggiore spazio al personaggio di Margot Robbie, Naomi Lapaglia. Alla fine, tali indiscrezioni vennero smentite; inoltre in passato la montatrice Thelma Schoonmaker aveva dichiarato «Non lo so. Marty non crede nel director's cut. Crede nell'ottenere un taglio che funziona sia per lui che per lo studio. Combatterà fino alla morte per ottenerlo».

## Accoglienza

### Incassi
The Wolf of Wall Street incassò, in totale, circa 392 milioni di dollari, classificandosi come diciassettesimo maggiore incasso mondiale del 2013. Il film è anche il maggiore incasso mai realizzato dal regista Martin Scorsese. In Italia, il film incassò complessivamente € 11 732 569, classificandosi come il settimo maggiore incasso della stagione cinematografica italiana 2013-2014. Nel primo giorno di proiezione, il film guadagnò € 471 243 con un totale di 72 135 spettatori, per poi arrivare, alla fine del primo weekend, a 3,8 milioni, classificandosi primo al box office della settimana.
Negli Stati Uniti d'America, il film guadagnò complessivamente più di 116 milioni di dollari, classificandosi come il ventiseiesimo maggiore incasso del 2014 e come il terzo maggiore incasso del regista dopo The Departed - Il bene e il male e Shutter Island, entrambi con DiCaprio come protagonista. In generale, nel Nord America, il film venne distribuito in 3 387 sale cinematografiche e guadagnò nella prima settimana 18 milioni di dollari. In Australia, invece, con un incasso di circa 13 milioni di dollari, risultò essere il film con visto censura R più visto dell'anno.

### Critica
(Recensione riassuntiva sul sito Rotten Tomatoes.)
Sull'aggregatore Rotten Tomatoes riceve l'80% delle recensioni professionali positive, con un voto medio di 7,8 su 10 basato su 288 critiche, mentre su Metacritic ottiene un punteggio di 75 su 100 basato su 47 critiche con l'indicazione «recensioni generalmente favorevoli».
Peter Travers della rivista Rolling Stone lo ha classificato come il terzo miglior film dell'anno dietro 12 anni schiavo e Gravity, inoltre l'American Film Institute lo ha classificato tra i migliori dieci film dell'anno. Mick LaSalle del San Francisco Chronicle lo ha definito «il migliore e più divertente film americano distribuito quest'anno», mentre Marzia Gandolfi di MyMovies ha affermato: «Navy Seal del cinema, Martin Scorsese si spinge daccapo oltre e questa volta negli angoli oscuri dove vivono le cose (molto) cattive e dove ingaggia una battaglia ad alto volume con gli avvoltoi di Wall Street, immorali gangster ma socialmente più accettabili di un gangster. [...] Scorsese introduce in un'ouverture rapida e vorticosa l'universo degli operatori finanziari, un regno delirante e fuori controllo che fa fortuna a colpi di bluff e di transazioni più o meno legali, che pratica il piacere e il cinismo dentro un programma quotidiano di feste decadenti popolate da spogliarelliste, puttane, nani volanti e bestie da fiera. [...] Oscillante tra picchi e crisi, ansiolitici ipnotici e droghe stimolanti, The Wolf of Wall Street agisce direttamente sulla chimica cerebrale dello spettatore, che rimane con una penna in mano e la rivelazione di qualcosa di mostruoso e appassionante sulla natura umana. Scorsese ripete la magia, questa volta nera e distruttiva». Richard Roeper del Chicago Sun-Times ha invece dato al film una B+, dichiarando che il film era «buono, ma non un eccezionale Scorsese».
Tra le recensioni meno positive troviamo invece: Dana Stevens, un membro del New York Film Critics Circle, che ha affermato che, secondo lei, il film non ha funzionato, etichettandolo poi come «epico in dimensioni, claustrofobicamente stretto nello scopo» e Marshall Fine del The Huffington Post, secondo cui la storia «vuole che siamo interessati a personaggi che sono persone sorde per cominciare, fatte più noiose dalle loro illusioni di essere interessanti perché drogate». In generale, comunque, la maggior parte delle critiche negative mosse al film riguardano il cinismo sfrontato dei protagonisti e il forte turpiloquio, critiche alle quali ha risposto lo stesso DiCaprio in veste di produttore: «È un film difficile che porta me stesso e la pellicola a rischio di molte critiche. È una storia ammonitrice, è un atto di accusa contro quel mondo, non ci piacciono queste persone, ma ci siamo impegnati a isolare il pubblico nella mentalità in cui questa gente viveva, così da capire qualcosa in più della cultura reale in cui viviamo ora».
Nel luglio 2019 il sito Indiewire.com, specializzato in cinema e critica cinematografica, posiziona il film all'undicesimo posto dei migliori cento film del decennio 2010-2019.
Nel settembre 2019 il Guardian ha posizionato il film al quarantatreesimo posto dei cento migliori film prodotti dopo il 2000.

## Riconoscimenti
- 2014 - Premio Oscar
  - Candidatura per il miglior film a Martin Scorsese, Leonardo DiCaprio, Joey McFarland e Emma Tillinger Koskoff
  - Candidatura per il miglior regista a Martin Scorsese
  - Candidatura per il miglior attore protagonista a Leonardo DiCaprio
  - Candidatura per il miglior attore non protagonista a Jonah Hill
  - Candidatura per la miglior sceneggiatura non originale a Terence Winter
- 2014 - Golden Globe
  - Miglior attore in un film commedia o musicale a Leonardo DiCaprio
  - Candidatura per il miglior film commedia o musicale
- 2014 - Premio BAFTA
  - Candidatura per il miglior regista a Martin Scorsese
  - Candidatura per il miglior attore protagonista a Leonardo DiCaprio
  - Candidatura per la miglior sceneggiatura non originale a Terence Winter
  - Candidatura per il miglior montaggio a Thelma Schoonmaker
- 2014 - David di Donatello
  - Candidatura per il miglior film straniero
- 2014 - Satellite Award
  - Candidatura per il miglior film
  - Candidatura per il miglior attore a Leonardo DiCaprio
  - Candidatura per il miglior regista a Martin Scorsese
  - Candidatura per la miglior sceneggiatura non originale a Terence Winter
  - Candidatura per il miglior montaggio a Thelma Schoonmaker
- 2013 - National Board of Review of Motion Pictures
  - Migliori dieci film dell'anno
- 2014 - Empire Awards
  - Miglior debutto a Margot Robbie
  - Candidatura per il miglior attore a Leonardo DiCaprio

- 2014 - Writers Guild of America Award
  - Candidatura per la miglior sceneggiatura adattata per il cinema a Terence Winter
- 2014 - Critics' Choice Movie Award
  - Miglior attore in un film commedia a Leonardo DiCaprio
  - Candidatura per il miglior film
  - Candidatura per il miglior cast
  - Candidatura per il miglior regista a Martin Scorsese
  - Candidatura per la miglior sceneggiatura non originale a Terence Winter
  - Candidatura per il miglior montaggio a Thelma Schoonmaker
- 2014 - Directors Guild of America Award
  - Candidatura per il miglior regista a Martin Scorsese
- 2014 - ACE Eddie Awards
  - Candidatura per il miglior montaggio per una commedia o musical a Thelma Schoonmaker
- 2014 - Art Directors Guild Awards
  - Candidatura per la miglior scenografia per un film contemporaneo a Bob Shaw
- 2013 - VES Awards
  - Candidatura per i migliori effetti visivi di supporto in un lungometraggio cinematografico
- 2014 - MTV Movie Awards
  - Miglior performance comica a Jonah Hill
  - Miglior momento "Ma che ca...!" a Leonardo DiCaprio
  - Candidatura per il miglior film
  - Candidatura per la migliore performance maschile a Leonardo DiCaprio
  - Candidatura per la miglior performance rivelazione a Margot Robbie
  - Candidatura per la miglior coppia a Leonardo DiCaprio e Jonah Hill
  - Candidatura per la miglior performance senza maglietta a Leonardo DiCaprio
  - Candidatura per il miglior momento musicale a Leonardo DiCaprio

## Casi mediatici
Nel film sono presenti vari animali, tra cui uno scimpanzé, un leone, un pesce, e un cane. Lo scimpanzé e il leone furono forniti dal Big Cat Habitat Sanctuary della contea di Sarasota, in Florida. Lo scimpanzé, dell'età di quattro anni e di nome Chance, trascorse molto tempo con Leonardo DiCaprio e imparò ad utilizzare i pattini a rotelle nel corso di tre settimane. Nelle riprese venne utilizzato anche un leone, di nome Handsome, in quanto il simbolo della Stratton Oakmont nel film era proprio un leone. Nella realtà, tuttavia, Danny Porush (nel film Donnie Azoff) ha negato la presenza di animali in ufficio.
Nel dicembre del 2013, prima della première, l'organizzazione Friends of Animals ha organizzato un'azione di boicottaggio nei confronti del film. Il settimanale Variety, in merito alla vicenda, ha riportato: «Friends of Animals pensa che lo scimpanzé [...] abbia subito danni psicologici irreversibili dopo essere stato costretto a recitare», mentre il The Guardian ha dichiarato: «Le critiche per l'uso di uno scimpanzé in The Wolf of Wall Street arrivano in un momento in cui Hollywood è sotto un crescente controllo per l'uso di animali sullo schermo», in riferimento ad un rapporto del novembre 2013 presente nella rivista The Hollywood Reporter che criticava il trattamento degli animali nei film da parte della American Humane Association.
Nel 2015 Andrew Greene, collaboratore di Jordan Belfort alla Stratton Oakmont, ha citato in giudizio la produzione del film per violazione della privacy ritenendo di essere la fonte di ispirazione per il personaggio di Nicky 'Rugrat' Koskoff, interpretato da P. J. Byrne; dopo aver perso la causa, Greene ha citato nuovamente la produzione per diffamazione.
Nel gennaio 2020 Belfort fa causa ai produttori del film per danni, chiedendo 300 milioni di dollari di risarcimento dopo il caso della Red Granite Pictures, casa di produzione il cui co-fondatore Riza Aziz è stato arrestato per aver riciclato del denaro ottenuto illegalmente, poi usato per produrre il film.